# 오시마토베쓰역
오시마토베쓰역(일본어: 渡島当別駅, おしまとうべつえき)은 일본 홋카이도 호쿠토시에 있는 도난 이사리비 철도 도난 이사리비 철도선의 철도역이다.

## 역 구조
2면 2선의 상대식 승강장이 있는 지상역이다. 역사는 비교적 큰 편으로, 오시마토베쓰 우체국과 같이 지어졌다.

### 승강장
| 1 | ■ 도난 이사리비 철도선 | 기코나이 방면            |
| 2 | ■ 도난 이사리비 철도선 | 가미이소 · 하코다테 방면 |

## 역 주변
- 오시마토베쓰 우체국
- 호쿠토 시립 이시베쓰 초등학교
- 호쿠토 시립 이시베쓰 중학교

## 역사
1980년대에 무인화가 이루어졌으며, 1990년대 완전 무인화되기 전까지는 간이 업무 위탁역이었다.
- 1930년 10월 25일 - 일본국유철도의 일반역으로 개업.
- 1970년 12월 12일 - 화물 취급 중지.
- 1984년 2월 1일 - 수하물 취급 중지.
- 1986년 11월 1일 - 업무 간이 위탁화.
- 1987년 4월 1일 - 일본국유철도 분할 민영화로 홋카이도 여객철도가 계승.
- 1988년 7월 11일 - 역사 개축.
- 2016년 3월 26일 - 홋카이도 신칸센 개통에 따라, 도난 이사리비 철도에게 이관됨.

## 인접한 역
| 도난 이사리비 철도 도난 이사리비 철도선 | 도난 이사리비 철도 도난 이사리비 철도선 | 도난 이사리비 철도 도난 이사리비 철도선 |
| --------------------------------------- | --------------------------------------- | --------------------------------------- |
| sh04 가마야 기코나이 방면               | ■ 도난 이사리비 철도선                  | sh06 모헤지 하코다테 방면               |

## 관련 사이트
- (일본어) 오시마토베쓰 우편국 - 일본 우정